# Glamsbjergs kommun
Glamsbjergs kommun låg i Fyns amt i Danmark. Sedan 2007 ingår den i Assens kommun. Kommunen hade 6 005 inv. (2003) och en yta på 91,43 km². Centralort var Glamsbjerg.